# Lago di Bled
Il lago di Bled (sloveno: Blejsko jezero; tedesco: Veldeser See) è un lago di origine glaciale delle Alpi Giulie, localizzato nel nord-ovest della Slovenia, le cui acque bagnano la città di Bled. La zona è una frequentata destinazione turistica.

## Geografia
Il lago ha una lunghezza di 2.120 m e una larghezza di 1.380 m nel punto più ampio. Lo specchio d'acqua è inscrivibile in  un diametro di circa 2 km. La profondità massima è di 30,6 metri. Il lago si distende in un ambiente pittoresco, circondato da montagne e foreste.

### Il castello
Sulla sponda settentrionale, sorge un castello medievale, il cui nucleo principale dovrebbe risalire circa all'anno 1000. Posto a 604 m di altezza, si erge in cima a una rocca che si affaccia direttamente sul Lago.

### L'Isola di Bled
Dalla superficie emerge una piccola isola, l'isola di Bled (in sloveno: Blejski otok), l'unica isola naturale della Slovenia. Su di essa sorgono diversi edifici, tra i quali uno dei principali è la Chiesa di S. Maria Assunta (sloveno: Cerkev Marijinega vnebovzetja), costruita nel XV secolo e dotata di una torre alta 52 metri. All'interno c'è la cosiddetta campana dei desideri che, secondo una tradizione, sarebbe in grado di far avverare i desideri qualora venisse suonata tre volte. L'isola può essere facilmente raggiunta con barche a remi noleggiate sul posto, mentre il giro del lago può essere fatto a piedi su un comodo sentiero. Le caratteristiche imbarcazioni che conducono all'isola si chiamano pletne. Ispirata alla gondola veneziana, la pletna ha un fondo piatto ed è coperta da un tettuccio con una tendina. La sua prua è appuntita, mentre il ponte è dotato di una soglia che agevola l'imbarco dei passeggeri.

### Sport
Intorno al lago fioriscono campeggi e impianti turistici. Lo specchio d'acqua offre condizioni ideali per praticare sport quali il canottaggio. Ha ospitato i Campionati del mondo di canottaggio nel 1966, 1979, 1989 e 2011.

### Trasporti
Il lago si trova a 35 km dall'aeroporto internazionale di Lubiana e 55 km dalla capitale slovena.

## Galleria d'immagini

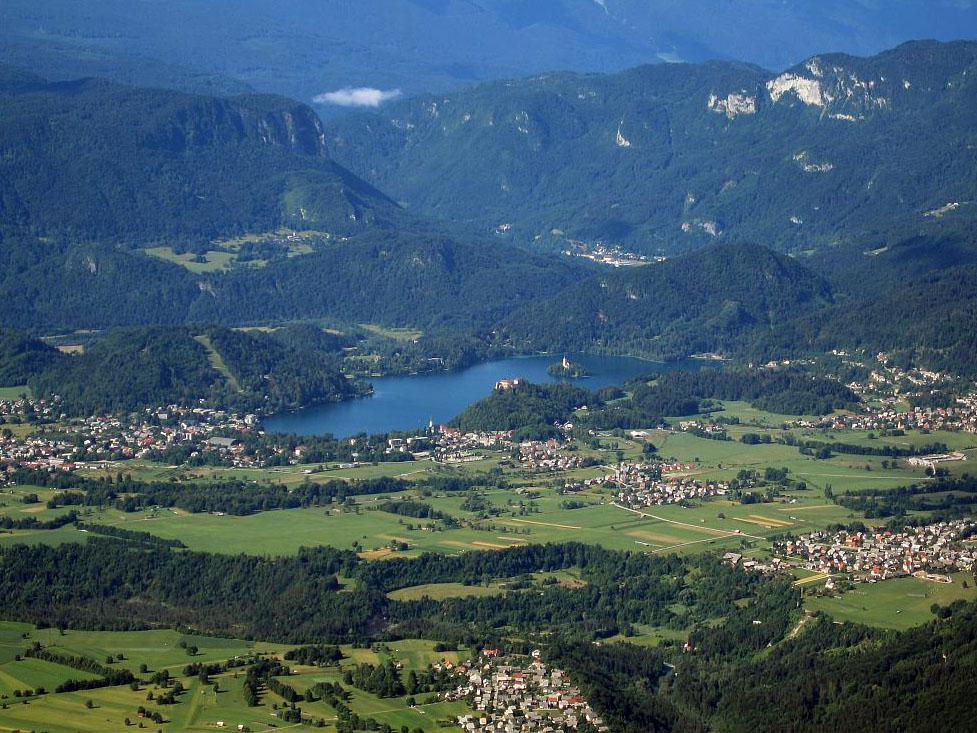
Panorama dell'area
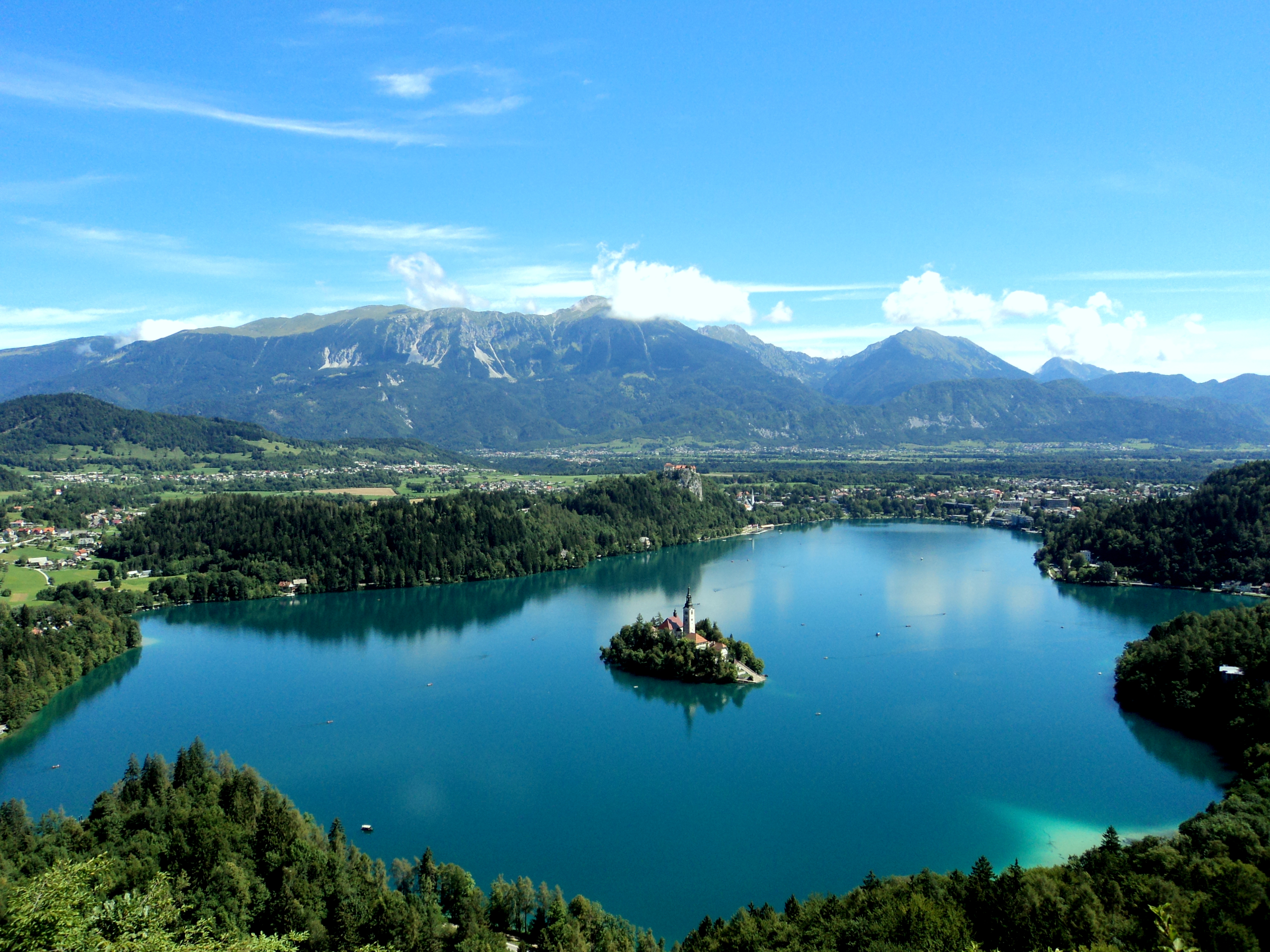
Il lago visto da Mala Osojnica
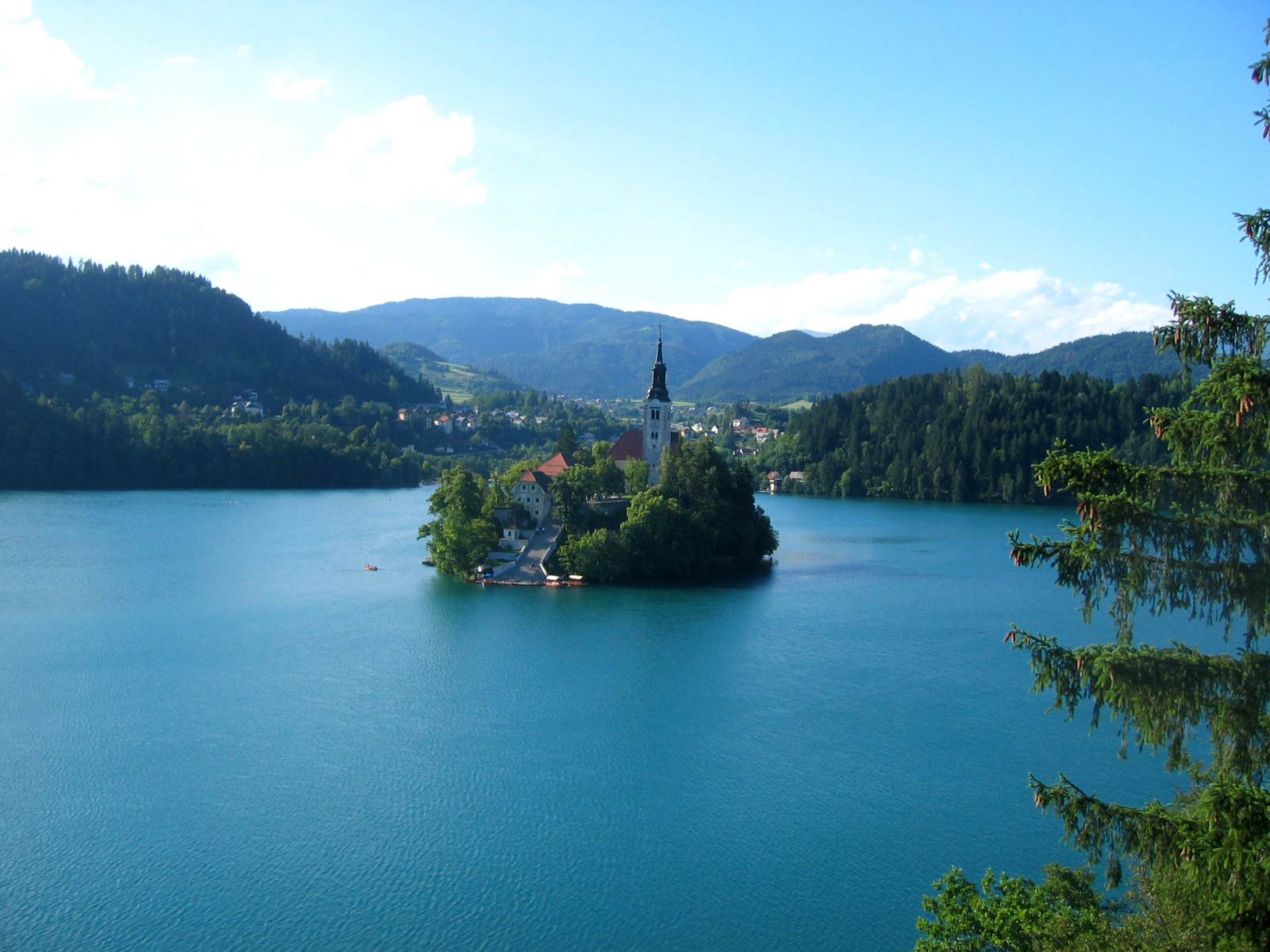
L'isola con la chiesetta
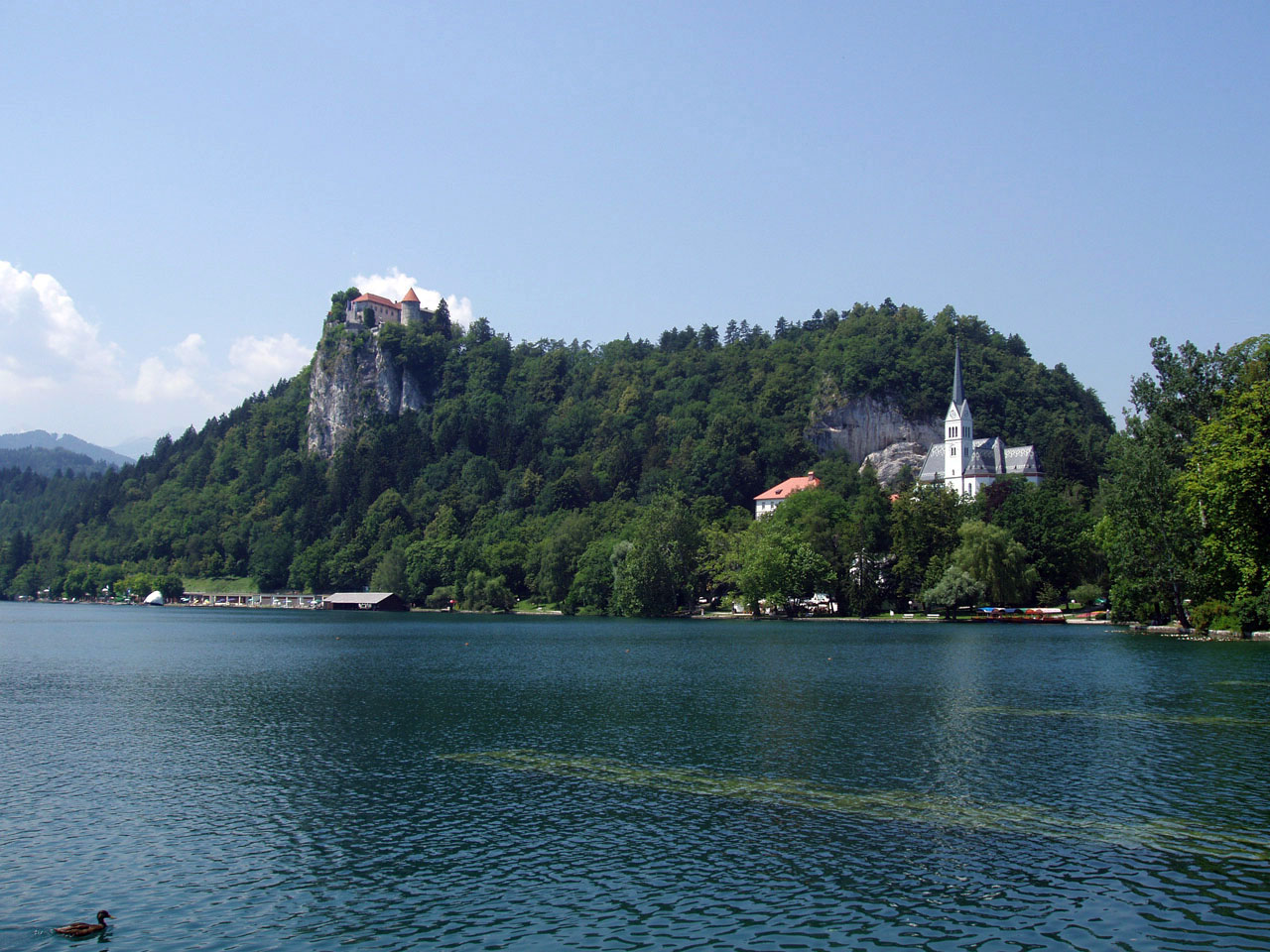
Il castello e la chiesa di Bled
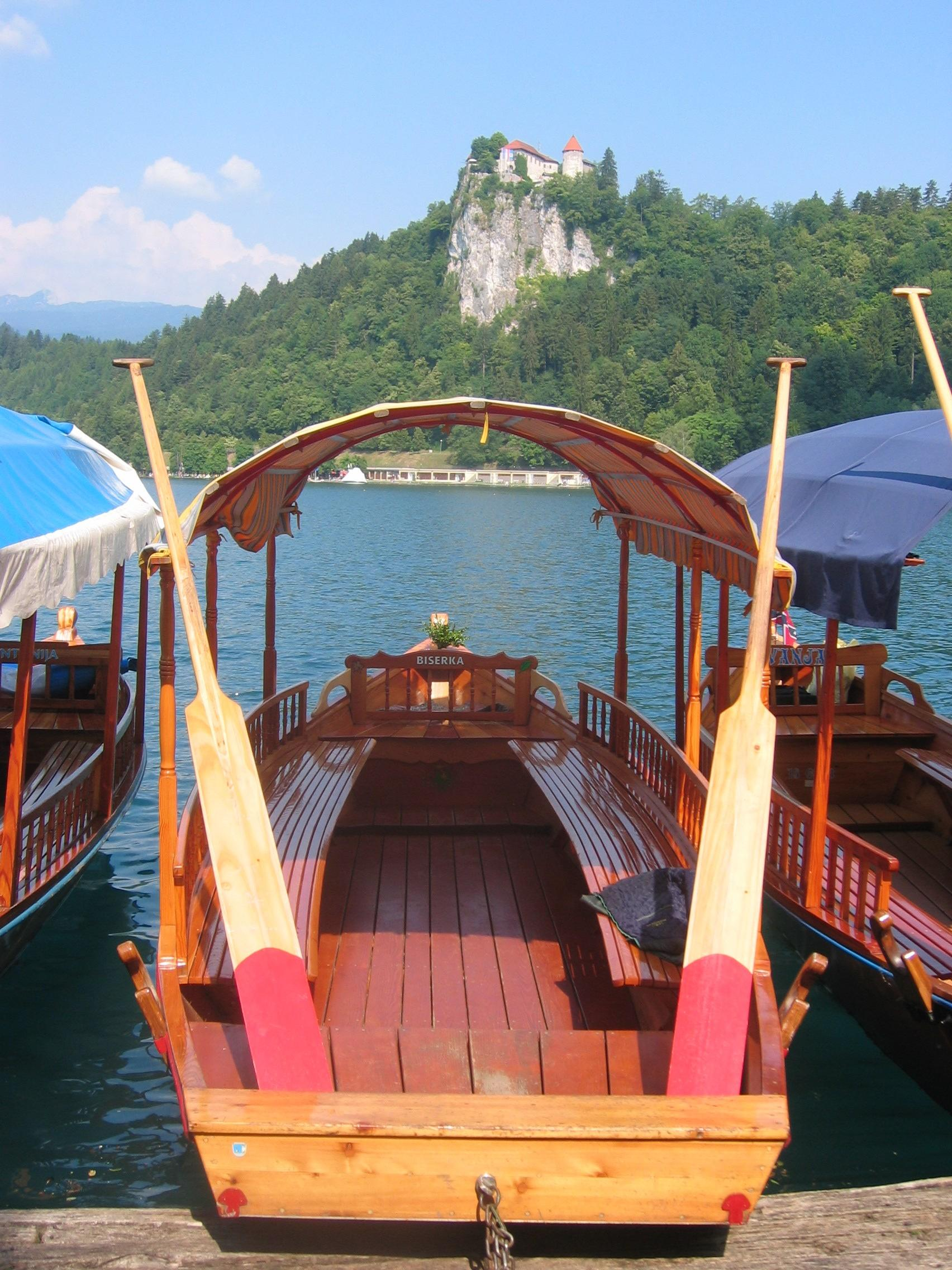
La caratteristica barca del lago, la pletna
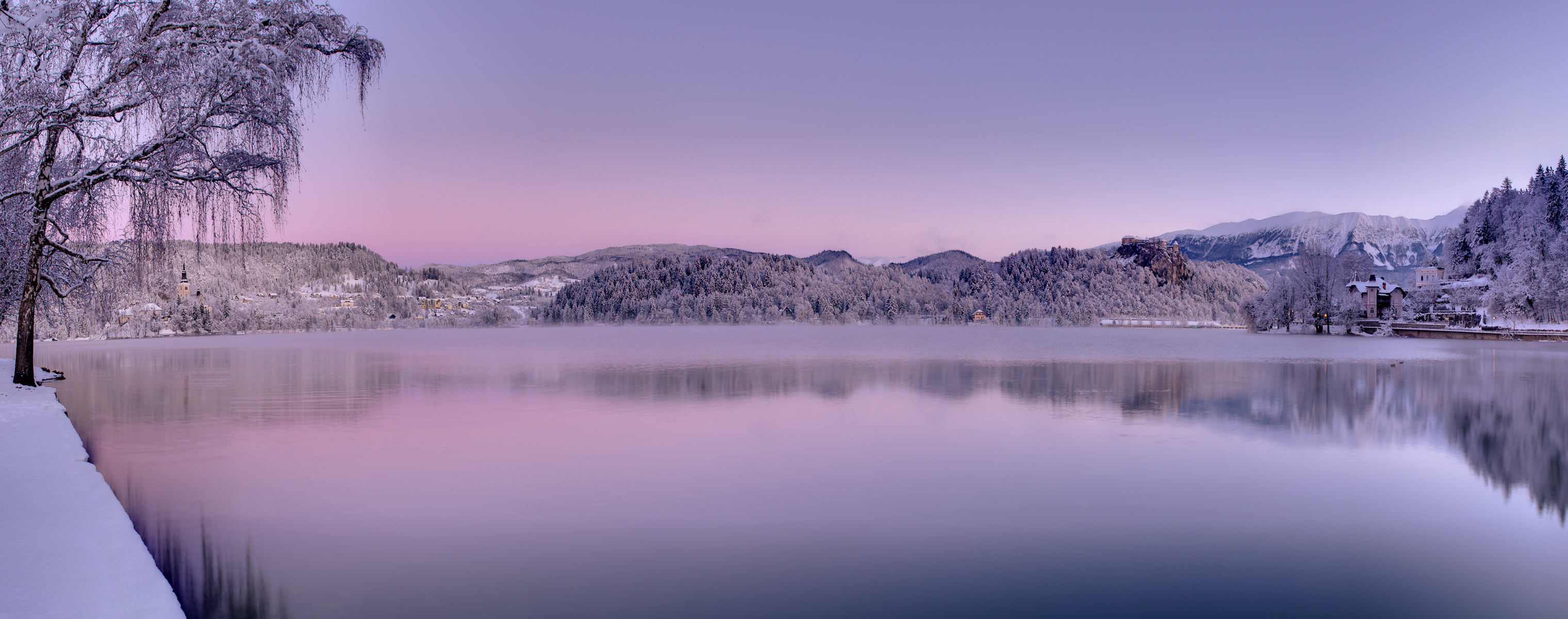
Panorama invernale